# Boyer River (Missouri River)
Der Boyer River ist ein 224 Kilometer langer östlicher Nebenfluss des Missouri River im Westen des US-Bundesstaates Iowa. Der Fluss wurde in der Zeit vor der Lewis-und-Clark-Expedition nach einem Siedler benannt.
Der Boyer River ist im Großteil seines Verlaufs begradigt und kanalisiert. Er entspringt in der Nähe von Storm Lake im Südwesten des Buena Vista County. Er fließt zunächst südlich ins Sac County. Im Süden des Sac County ändert er seine Richtung auf Südwest. Nebenflüsse des Boyer River sind der East Boyer River und der Willow River.
Im Pottawattamie County mündet er in den Missouri, auf dessen gegenüberliegendem Ufer sich dort (im Bundesstaat Nebraska) das Naturschutzgebiet Boyer Chute National Wildlife Refuge befindet. Dieses liegt etwa 20 Kilometer nördlich von Omaha. 
In den 1830er Jahren bereiste der deutsche Naturforscher Maximilian zu Wied-Neuwied im Rahmen einer Expedition auch die Gegend um die Mündung des Boyer River und verarbeitete seine Erlebnisse in dem Buch „Reise in das innere Nord-America 1832–1834“.